# Boissy-le-Châtel
Boissy-le-Châtel är en kommun i departementet Seine-et-Marne i regionen Île-de-France i norra Frankrike. Kommunen ligger i kantonen Coulommiers som tillhör arrondissementet Meaux. År 2022 hade Boissy-le-Châtel 3 313 invånare.

## Befolkningsutveckling
Antalet invånare i kommunen Boissy-le-Châtel
| Referens: INSEE |